# Colibri de Mitchell
Philodice mitchellii
Espèce
Statut de conservation UICN

 LC  : Préoccupation mineure
Statut CITES
Le Colibri de Mitchell (Philodice mitchellii) est une espèce de colibris.

## Description
Il atteint 8 cm.

## Habitat
Ses habitats sont les forêts tropicales et subtropicales humides de basses et hautes altitudes. Cet oiseau se trouve aussi sur les sites d'anciennes forêts lourdement dégradées.

## Répartition

Carte de répartition de l'espèce

Il est présent en Colombie, Équateur et Panama